# Шанденије Сен Дени
Шанденије Сен Дени (фр. Champdeniers-Saint-Denis) је насељено место у Француској у региону Поату-Шарант, у департману Де Севр.
По подацима из 2011. године у општини је живело 1694 становника, а густина насељености је износила 77,67 становника/km².

## Демографија
| 1962. | 1968. | 1975. | 1982. | 1990. | 2011. |
| ----- | ----- | ----- | ----- | ----- | ----- |
| 1.589 | 1.602 | 1.580 | 1.518 | 1.456 | 1.694 |